# Shima, Guangdong
Shima är en köping i sydöstra Kina. Den ligger i Xingning i staden Meizhou i provinsen Guangdong, omkring 290 kilometer nordost om provinshuvudstaden Guangzhou. Antalet invånare är 28 968. Befolkningen består av 14 636 kvinnor och 14 332 män. Barn under 15 år utgör 20,0 %, vuxna 15-64 år 68 %, och äldre över 65 år 11,0 %.